# Fußball-Verbandspokal 2009/10
Über den Fußball-Verbandspokal 2009/10 wurden die Teilnehmer der 21 Landesverbände des DFB am DFB-Pokal 2010/11 ermittelt. Die Sieger der Verbandspokale waren zur Teilnahme an der ersten Runde des DFB-Pokals berechtigt. Die drei Landesverbände mit den meisten Herrenmannschaften im Spielbetrieb – Bayern, Niedersachsen und Westfalen – entsendeten zusätzlich jeweils den unterlegenen Finalisten. Somit qualifizierten sich 24 Amateurvereine über die Verbandspokale für den nationalen Pokalwettbewerb. Zweite Mannschaften von Profivereinen (Erste und Zweite Bundesliga) durften nicht am DFB-Pokal teilnehmen.

## Endspielergebnisse
Die Tabelle gibt eine Übersicht über die Verbandspokal-Endspiele der Saison 2009/2010. Die Mannschaften, die sich für den DFB-Pokal qualifiziert hatten, sind fett dargestellt. Die Abkürzungen hinter den Vereinsnamen stehen für die Spielklassenzugehörigkeit der gleichen Saison: 3L = 3. Fußball-Liga; RL = Regionalliga (4. Liga); OL = Oberliga (5. Liga); VL = Verbandsliga (6. Liga); LL = Landesliga (7. Liga)
| Verbandspokal-Endspiele der Saison 2009/2010 | Verbandspokal-Endspiele der Saison 2009/2010 | Verbandspokal-Endspiele der Saison 2009/2010 | Verbandspokal-Endspiele der Saison 2009/2010 | Verbandspokal-Endspiele der Saison 2009/2010 |
| Verband | Pokal                                        | Heimmannschaft                               | Gastmannschaft                               | Ergebnis                                     |
| --- | -------------------------------------------- | -------------------------------------------- | -------------------------------------------- | -------------------------------------------- |
| Baden | BFV-Hoepfner-Cup                             | FC Nöttingen (OL)                            | SV Sandhausen II 2 (LL)                      | 2:2 n. V., 4:5 i. E.                         |
| Bayern 1 | Bayerischer Toto-Pokal                       | Wacker Burghausen (3L)                       | SSV Jahn Regensburg (3L)                     | 2:4                                          |
| Berlin | Berliner-Pilsner-Pokal                       | Berlin Ankaraspor (OL)                       | BFC Dynamo (OL)                              | 1:0                                          |
| Brandenburg | Brandenburgischer Landespokal                | SV Babelsberg 03 II 3 (VL)                   | BSC Süd 05 (OL)                              | 1:1 n. V., 4:3 i. E.                         |
| Bremen | Lotto-Pokal                                  | FC Oberneuland (RL)                          | FC Bremerhaven (OL)                          | 8:0                                          |
| Hamburg | ODDSET-Pokal                                 | SV Halstenbek-Rellingen (OL)                 | SC Victoria Hamburg (OL)                     | 0:1                                          |
| Hessen | Hessen-Pokal                                 | KSV Hessen Kassel (RL)                       | Kickers Offenbach (3L)                       | 1:2                                          |
| Mecklenburg-Vorpommern | Mecklenburg-Vorpommern-Pokal                 | Rostocker FC 95 (VL)                         | Torgelower SV Greif (OL)                     | 1:2                                          |
| Mittelrhein | FVM-Pokal                                    | VfL Alfter (LL)                              | TSV Germania Windeck (OL)                    | 0:2                                          |
| Niederrhein | Diebels-Niederrheinpokal                     | Rot-Weiss Essen (RL)                         | Schwarz-Weiß Essen (OL)                      | 1:2                                          |
| Niedersachsen 1 | NFV-Pokal                                    | SV Wilhelmshaven 4 (RL)                      | VfL Osnabrück (3L)                           | 2:2, 4:2 i. E.                               |
| Rheinland | Bitburger-Rheinlandpokal                     | SpVgg Burgbrohl (VL)                         | Eintracht Trier (RL)                         | 1:2                                          |
| Saarland | Saarlandpokal                                | Borussia Neunkirchen (OL)                    | SV Elversberg (RL)                           | 0:1                                          |
| Sachsen | ODDSET-Pokal                                 | Chemnitzer FC 5 (RL)                         | Erzgebirge Aue (3L)                          | 3:2                                          |
| Sachsen-Anhalt | ODDSET-Pokal                                 | VfB Germania Halberstadt (OL)                | Hallescher FC (RL)                           | 2:3                                          |
| Schleswig-Holstein | SHFV-Lotto-Pokal                             | VfB Lübeck (RL)                              | Holstein Kiel (3L)                           | 2:0                                          |
| Südbaden | SBFV-Rothaus-Pokal                           | SV Linx (VL)                                 | SC Pfullendorf (RL)                          | 0:1                                          |
| Südwest | Bitburger-Verbandspokal                      | FK Pirmasens (OL)                            | FV Dudenhofen (VL)                           | 3:0                                          |
| Thüringen | ODDSET-Landespokal                           | VfB Pößneck (OL)                             | ZFC Meuselwitz (RL)                          | 0:2                                          |
| Westfalen 1 | Krombacher-Pokal                             | SC Verl (RL)                                 | Preußen Münster (RL)                         | 1:4                                          |
| Württemberg | wfv-Verbandspokal                            | VfR Aalen (RL)                               | FV Illertissen (OL)                          | 4:1                                          |
| 1 Aus den drei Landesverbänden mit den meisten Herrenmannschaften im Spielbetrieb (Bayern, Niedersachsen, Westfalen) nahm zusätzlich der unterlegene Pokalfinalist am DFB-Pokal teil. 2 Der SV Sandhausen (3. Liga) trat für seine 2. Mannschaft an, da keine Reservemannschaften am DFB-Pokal teilnehmen durften. 3 Der SV Babelsberg (Regionalliga) trat für seine 2. Mannschaft an, da keine Reservemannschaften am DFB-Pokal teilnehmen durften. 4 Da Pokalfinalist VfL Osnabrück sich über die 3. Liga qualifiziert hatte, trugen die beiden unterlegenen Halbfinalisten Eintracht Braunschweig und TuS Heeslingen am 4. Mai ein Entscheidungsspiel um den zweiten Startplatz für Niedersachsen aus, das Braunschweig mit 0:0, 4:1 i. E. für sich entscheiden konnte. Nachdem sich auch Braunschweig über die 3. Liga qualifizierte, erhielt der TuS Heeslingen den Startplatz. 5 Der Chemnitzer FC war unabhängig vom Ausgang des sächsischen Pokalfinales für den DFB-Pokal qualifiziert, da sich Endspielgegner Aue über die 3. Liga qualifiziert hatte. |                                              |                                              |                                              |                                              |